# Inkhundla Mbabane Ovest
L'Inkhundla Mbabane Ovest è uno dei quattordici tinkhundla del distretto di Hhohho, nell'eSwatini.

## Geografia antropica

### Suddivisioni amministrative
L'Inkhundla è suddiviso negli 8 seguenti imiphakatsi: Mbabane I, Mbabane II, Mbabane III, Mbabane IV, Mbabane V, Mbabane VI, Bahai, Mangwaneni.